# 聴放線
聴放線（ちょうほうせん、英：Acoustic radiation）は、大脳にある神経線維の束。聴覚系の一部で、視床の内側膝状体から側頭葉の一次聴覚皮質（主に横側頭回、またはブロードマンの脳地図における41,42野）へ信号を伝達している。聴放線が傷害されると皮質性難聴の原因となりうる。